# برنامج تطوير القطاع المالي
برنامج تطوير القطاع المالي أحد برامج تحقيق رؤية السعودية 2030 تم الإعلان عنه في 21 شعبان 1438 هـ الموافـق 24 أبريل 2017، واعتمد من قبل مجلس الشؤون الاقتصادية والتنمية في 24 شعبان 1439 هـ الموافق 10 مايو 2018. ويسعى البرنامج إلى تطوير القطاع المالي ليكون قطاعاً مالياً متنوعاً وفاعلاً لدعم تنمية الاقتصاد السعودي، وتحفيز الادخار والتمويل والاستثمار، وزيادة كفاءة القطاع المالي لمواجهة ومعالجة التحديات.

## مستهدفات البرنامج[2]
- رفع نسبة ادخار الأسر من إجمالي الدخل المتاح من 6% إلى 7% بحلول العام 2020م
- رفع إجمالي حجم الأصول المالية في السعودية بنسبة 201% من الناتج المحلي الإجمالي بحلول العام 2020م
- زيادة عدد الحسابات المصرفية للبالغين من 75% إلى 80% بحلول العام 2020م
- رفع نسبة قروض المنشآت الصغيرة والمتوسطة من 3.94% إلى 5% من إجمالي القروض بحلول العام 2020م
- رفع حصة المعاملات غير النقدية من %18 إلى %28 من إجمالي المعاملات بحلول العام 2020م
- رفع قيمة تمويل المنشآت الصغيرة والمتوسطة عبرأدوات حقوق الملكية الخاصة / رأس المال الجريء إلى 23 مليار ريال سعودي بحلول العام 2020م.
- زيادة نسبة تغطية أنواع التأمين الصحي من %38 إلى %45 بحلول العام 2020م
- زيادة نسبة تغطية أنواع التأمين على المركبات من %45 إلى %75 بحلول العام 2020م
- زيادة الرهون العقارية المستحقة من 297 إلى 502 رهن عقاري
- زيادة حجم تداول المستثمر المؤسسي من % 19.6 إلى %20 من إجمالي حجم التداول بحلول العام 2020م
- زيادة إجمالي المدخرات المحققة في منتجات الادخار من 315 مليار ريال سعودي إلى 400 مليار ريال سعودي بحلول العام 2020م

## أهداف البرنامج[3]
- تمكين المؤسسات المالية من دعم نمو القطاع الخاص، من خلال الترخيص لجهات فاعلة جديدة من مقدمي الخدمات المالية، وتحفيز القطاع المالي على تمويل المؤسسات الصغيرة والمتوسطة، وتحفيز الدفع عن طريق التقنية بدلاً من النقد.
- تطوير سوق مالية متقدمة، من خلال رفع جاذبية السوق المالية السعودية أمام المستثمرين سواء المحليين أو الأجانب، وذلك من خلال الاكتتاب العام الأولي الذي سيساهم في تعميق السوق المالية، وزيادة القاعدة الاستثمارية، ورفع مستوى الخدمات وكفاءة الإنفاق.
- تعزيز وتمكين التخطيط المالي، من خلال إيجاد حوافز لتوفير شبكة متنوعة من المنتجات والبرامج الادخارية الجذابة والآمنة، إضافة إلى زيادة الوعي والثقافة المالية والتخطيط المالي، وبالتالي تشجيع البنوك على طرح منتجات ادخارية متنوعة لعدد أكبر من عملائها. وستكون بعض المنتجات الادخارية المخطط لطرحها مدعومة من الحكومة، ما يسهم في تحقيق أهداف المواطنين على المدى البعيد، مثل المصاريف المستقبلية لأبنائهم، وتأمين دخل تقاعدي إضافي، وتملك المسكن بتكلفة مناسبة.

## أعضاء لجنة البرنامج[4]
| الإسم                             | المنصب             |
| --------------------------------- | ------------------ |
| الأستاذ/ محمد بن عبدالله الجدعان  | رئيس لجنة البرنامج |
| المهندس/ خالد بن عبدالعزيز الفالح | عضو                |
| الأستاذ/ فيصل بن فاضل الإبراهيم   | عضو                |
| الأستاذ/ أيمن بن محمد السياري     | عضو                |
| الأستاذ/ محمد بن عبدالله القويز   | عضو                |
| الأستاذ/ سامي بن إبراهيم الحسيني  | عضو                |
| الأستاذ/ فهد بن عبدالجليل السيف   | عضو                |
| الأستاذ/ خالد بن إبراهيم شريف     | عضو                |

## وصلات خارجية
- الموقع الرسمي للبرنامج